# Nilobezzia conspicua
Nilobezzia conspicua är en tvåvingeart som först beskrevs av Oskar Augustus Johannsen 1931.  Nilobezzia conspicua ingår i släktet Nilobezzia och familjen svidknott. Inga underarter finns listade i Catalogue of Life.